# Beloiannisz (hajó)
A Beloiannisz 1952-es építésű, magyar utasszállító motorhajó, mely évtizedekig közlekedett a Balatonon, és ezáltal az egyik legismertebb magyar hajó. 1952-es megépítésétől a Szent Miklós 2006-os forgalomba állásáig a legnagyobb balatoni személyszállító hajó, sokáig tartották a flotta "zászlóshajójának" is. Pályafutása alatt évtizedekig volt nyári estéken a siófoki zenés sétahajó, fedélzetén fellépett a magyar könnyűzenei élet színe-java. 2003 óta nem közlekedik, jelenleg felújítás alatt áll.2021. augusztus 10-én a Sopron vontató mellévett alakzatban továbbította Neszmélyről a Komáromi hajógyári öbölbe, ahol a felújítását fogják végezni. A tervek szerint a ‘90-es években is ismert állapotot állítják majd helyre, melyben a legtöbben ismerhették és melyből a lehető legtöbb eredeti elem megmenthető. 

## Története
A Tiszán, a Dunán és a Balatonon személyszállítási feladatokat ellátó, budapesti székhelyű Balatoni Hajózási Vállalatnak (BHV) a balatoni idegenforgalom robbanásszerű növekedése miatt szüksége volt a háború után helyre állított balatoni személyhajó flotta bővítésére. A két part közötti átkelőjáratokhoz (Siófok-Balatonfüred-Tihany, Balatonboglár-Révfülöp és Fonyód-Badacsony) a vállalat Dunai Osztályától 1951-től két Balatonra átalakított "propeller" csavargőzöst vezényeltek át, az Ifjúgárdát és az Úttörőt, majd 1952-től egy harmadikat, a Pajtást. Ezek a 200 személyes, 16 km/h sebességre képes hajók a vízibuszok későbbi megjelenéséig látták el az átkelő forgalmat a Balatonon a flotta tradicionális régi hajóival együtt. Azonban a hosszanti járatokhoz (Siófok-Badacsony) szükség volt egy, a meglévő hajóknál jóval nagyobb befogadóképességű hajóra is, amely a hosszú úton akár 4-600 személy számára biztosított kényelmes elhelyezést, valamint nagyobb, legalább 20-21 km/h sebességet a gyorsabb eljutáshoz. A BHV megrendelte tehát a Beloianniszt, az addigi legnagyobb utasbefogadó képességű balatoni hajót, amit a Balatonfüredi Hajógyár épített 1951–1952 között. A nevét Nikosz Beloiannisz görög kommunista politikus és mártír után kapta.
A hajó 1 db Láng-gyártmányú, 450 lóerős dízelmotorral volt felszerelve. Hajóteste szegecselt Siemens-Martin acélból készült 7 db vízmentes válaszfallal. A felépítmények falai is merevített acéllemezek voltak. A fedélzetek és a parancsnoki híd fenyőfa pallóból készült. 1955. január 1-től a BHV megszűnt, beolvadt az újonnan létrejövő a MAHART Magyar Hajózási Részvénytársaságba. A Beloianniszt 1969-ben stabilitási okokból átépítették, nehogy megismétlődhessen a Pajtás 15 évvel korábbi tragédiája. A felső fedélzet acél felépítményeit elbontották, és egy kisebb, alumínium szerkezetű kormányállást és alumínium tetőt kapott, az utasbefogadó képessége így 650 főre nőtt. 1972-ben az eredeti Láng főgépet egy keletnémet 6 hengeres SKL motorra cserélték.
Időközben a balatoni kiránduló forgalomban megnövekedett az átkelő járatok szerepe, és csökkent a hosszú járatú kirándulásokra az igény, ezért a Beloiannisz balatoni pályafutásának utolsó három évtizedében már főként a Siófok-Balatonfüred-Tihany útvonalon közlekedett, valamint a siófoki esti zenés sétahajó szerepét töltötte be élőzenés produkciókkal a fedélzetén. Ekkoriban volt olyan időszak is, amikor heti egy alkalommal a Zánkai Úttörőtábor lakóit sétahajóztatta.
1991-ben, a rendszerváltás után a hajót átkeresztelték Balatonra, és a MAHART Balatoni Hajózási Kft. üzemeltette, mely 1999-től a Balatoni Hajózási Zrt. néven működött tovább. 1996-ban a hajótestben található alsó utastermet lezárták az utazóközönség elől, az utasbefogadó képesség 500 főre csökkent. A 2003-as szezon végén a Balaton motorost műszaki okokból, első sorban a fenéklemezelés állapotára hivatkozva végleg leállították majd a siófoki kikötő hátsó öblébe vontatták. 2006-ban a Közlekedési Múzeum szakvéleménye alapján kormányhatározattal védett műszaki emlékké nyilvánították. Ekkor visszakapta a Beloiannisz nevet, de a Balaton felirat továbbra is rajta maradt.  Az eredeti tervek szerint múzeum vagy étterem lett volna belőle Siófokon a hajóállomás melletti Rózsakertben, de ez sosem valósult meg. A védettséget 2013-ban visszavonták, így a leromlott állapotú hajó veszélyeztetetté vált. 2014-ben a TSB Yacht Service Kft. vásárolta meg, ekkor a felső fedélzet teljes lebontását követően a Sión át levontatták a Dunára, ahol az Újpesti Hajójavítóban részleges fenéklemez cserét végeztek el, valamint néhány sikeres próbafutást is. Ezt követően a  Pannon-Ship Kft.-tulajdonába került és Neszmélyen, Szent Ilona öbölben lévő hajóskanzenben, egyre leromlottabb állapotban várta sorsa jobbra fordulását.
2019-ben a hajót a szlovákiai Komáromba vontatták, ahol a Komáromi Hajógyárban partra húzták, átvizsgálták, majd ezt követően változatlan állapotban visszakerült Neszmélybe.
2021 februárjában a hajót elhivatott magánszemélyek megvásárolták, hogy később a kifejezetten erre a célra létrehozott Beloiannisz Hajóért Alapítványnak átadományozzák, ezáltal lehetőséget biztosítva a Beloiannisz minőségi gondozásba vételének. Ezt követően megkezdődött a hajó teljes felújítása a Komáromi Hajógyár területén.